# Елпорт (Пенсилванија)
Елпорт (енгл. Ellport) град је у америчкој савезној држави Пенсилванија.

## Демографија
По попису из 2010. године број становника је 1.180, што је 32 (2,8%) становника више него 2000. године.
| Група             | 2000.         | 2010.         |
| Белци             | 1.127 (98,2%) | 1.146 (97,1%) |
| Афроамериканци    | 7 (0,6%)      | 4 (0,3%)      |
| Азијати           | 2 (0,2%)      | 5 (0,4%)      |
| Хиспаноамериканци | 6 (0,5%)      | 16 (1,4%)     |
| Укупно            | 1.148         | 1.180         |